# Dyomyx ora
Dyomyx ora är en fjärilsart som beskrevs av Dyar 1914. Dyomyx ora ingår i släktet Dyomyx och familjen nattflyn. Inga underarter finns listade i Catalogue of Life.